# جائزة البرازيل الكبرى 1981
جائزة البرازيل الكبرى 1981 هو سباق فورمولا 1 أقيم بتاريخ 29 مارس 1981 في ريو دي جانيرو. كان الثاني من أصل 15 في بطولة العالم لسباقات الفورمولا واحد موسم 1981. فاز به الأرجنتيني كارلوس ريوتيمان.